# Женщина с ожерельем (фаюмский портрет)
«Женщина с ожерельем» (нем. Dame mit Collier) — погребальный портрет, созданный между 161 и 192 годами неизвестным автором. Хранится в Коллекции греческих и римских древностей в Музее истории искусств, Вена (инв. № ANSA X 301).
Большинство сохранившихся погребальных портретов происходят из Файюмского оазиса. Практика создания реалистичных портретов усопших и помещения их на лицо забальзамированных мумий тесно связана с верованием в Древнем Египте в то, что черты лица умерших сохраняются в их жизни в потустороннем мире. Некоторые из этих портретов, найденных в 1887 году в местечке Эр-Рубайят, попали в Коллекцию греческих и римских древностей музея истории из коллекции венского торговца антиквариатом Теодора Графа как приобретение или подарок.
Этот погребальный портрет молодой женщины написан на доске в технике энкаустики. Художнику удалось успешно затенить овальное лицо с бархатными щеками и розовой кожей, однако некоторые детали, такие как тело и нос, выглядят не органично и искусственно. Эффективный контраст между нежным оттенками тела и светлым фоном достигается тёмными волосами и люминесцентным розовым цветом одежды. Складки кожи вокруг шеи указывают не на возраст женщины, а, скорее всего, как и изображенная грудь, представляют эротический аспект.
Женщина одета в розовую тунику с контрастным декоративным убранством, носит золотые серьги с жемчугом и золотое ожерелье разного размера, на одном из которых кулон с головой Медузы. По-простому заколотые волосы и черты лица молодой женщины с большими глазами напоминают портреты молодой Фаустины (130—176), жены римского императора Марка Аврелия (121—180).